# Ленкавиця (Сілезьке воєводство)
Ленкавиця (пол. Łękawica) — село в Польщі, у гміні Ленкавиця Живецького повіту Сілезького воєводства.
Населення — 2255 осіб (2011).
У 1975-1998 роках село належало до Бельського воєводства.

## Демографія
Демографічна структура станом на 31 березня 2011 року:
|          | Загалом | Допрацездатний вік | Працездатний вік | Постпрацездатний вік |
| -------- | ------- | ------------------ | ---------------- | -------------------- |
| Чоловіки | 1096    | 231                | 762              | 103                  |
| Жінки    | 1159    | 265                | 683              | 211                  |
| Разом    | 2255    | 496                | 1445             | 314                  |